# Waben
Waben é uma comuna francesa na região administrativa de Altos da França, no departamento de Pas-de-Calais. Estende-se por uma área de 8,99 km². Em 2010 a comuna tinha 448 habitantes (densidade: 49,8 hab./km²).